# Haiti az 1976. évi nyári olimpiai játékokon
Haiti a kanadai Montréalban megrendezett 1976. évi nyári olimpiai játékok egyik részt vevő nemzete volt. Az országot az olimpián 2 sportágban 13 sportoló képviselte, akik érmet nem szereztek.

## Atlétika
Férfi
| Versenyző              | Versenyszám | Előfutam | Előfutam | Előfutam | Negyeddöntő | Negyeddöntő | Negyeddöntő | Elődöntő | Elődöntő | Elődöntő | Döntő         | Döntő         |
| Versenyző              | Versenyszám | Idő      | Hely.    | Össz.    | Idő         | Hely.       | Össz.       | Idő      | Hely.    | Össz.    | Idő           | Helyezés      |
| ---------------------- | ----------- | -------- | -------- | -------- | ----------- | ----------- | ----------- | -------- | -------- | -------- | ------------- | ------------- |
| Philippe Étienne       | 100 m       | 11,05    | 7.       | 54.      | kiesett     | kiesett     | kiesett     | kiesett  | kiesett  | kiesett  | kiesett       | kiesett       |
| Philippe Étienne       | 200 m       | 22,57    | 5.       | 39.      | kiesett     | kiesett     | kiesett     | kiesett  | kiesett  | kiesett  | kiesett       | kiesett       |
| Wilfrid Cyriaque       | 400 m       | 51,49    | 8.       | 44.      | kiesett     | kiesett     | kiesett     | kiesett  | kiesett  | kiesett  | kiesett       | kiesett       |
| Wilnor Joseph          | 800 m       | 2:15,26  | 7.       | 41.      |             |             |             | kiesett  | kiesett  | kiesett  | kiesett       | kiesett       |
| Emmanuel Saint-Hilaire | 1500 m      | 4:23,41  | 8.       | 42.      |             |             |             | kiesett  | kiesett  | kiesett  | kiesett       | kiesett       |
| Dieudonné Lamothe      | 5000 m      | 18:50,07 | 13.      | 35.      |             |             |             |          |          |          | kiesett       | kiesett       |
| Olmeus Charles         | 10 000 m    | 42:00,11 | 13.      | 39.      |             |             |             |          |          |          | kiesett       | kiesett       |
| Thancule Dezart        | Maraton     |          |          |          |             |             |             |          |          |          | nem ért célba | nem ért célba |

Női
| Versenyző           | Versenyszám | Előfutam | Előfutam | Előfutam | Negyeddöntő | Negyeddöntő | Negyeddöntő | Elődöntő | Elődöntő | Elődöntő | Döntő   | Döntő    |
| Versenyző           | Versenyszám | Idő      | Hely.    | Össz.    | Idő         | Hely.       | Össz.       | Idő      | Hely.    | Össz.    | Idő     | Helyezés |
| ------------------- | ----------- | -------- | -------- | -------- | ----------- | ----------- | ----------- | -------- | -------- | -------- | ------- | -------- |
| Antoinette Gauthier | 100 m       | 13,11    | 7.       | 38.      | kiesett     | kiesett     | kiesett     | kiesett  | kiesett  | kiesett  | kiesett | kiesett  |
| Marie-Louise Pierre | 200 m       | 28,19    | 8.       | 36.      | kiesett     | kiesett     | kiesett     | kiesett  | kiesett  | kiesett  | kiesett | kiesett  |
| Rose-Marie Gauthier | 400 m       | 1:13,27  | 7.       | 38.      | kiesett     | kiesett     | kiesett     | kiesett  | kiesett  | kiesett  | kiesett | kiesett  |

## Ökölvívás
| Versenyző     | Versenyszám  | Selejtező                   | 32-es főtábla                         | Nyolcaddöntő               | Negyeddöntő                | Elődöntő          | Döntő             | Helyezés |
| Versenyző     | Versenyszám  | Ellenfél Eredmény           | Ellenfél Eredmény                     | Ellenfél Eredmény          | Ellenfél Eredmény          | Ellenfél Eredmény | Ellenfél Eredmény | Helyezés |
| ------------- | ------------ | --------------------------- | ------------------------------------- | -------------------------- | -------------------------- | ----------------- | ----------------- | -------- |
| Yves Jeudy    | Könnyűsúly   | erőnyerő                    | David Oleme (CMR) · nem vett részt    | erőnyerő                   | Ace Ruszevszki (YUG) · RSC | kiesett           | kiesett           | 5.       |
| Siergot Sully | Kisváltósúly | Ismael Martínez (PUR) · 0-5 | kiesett                               | kiesett                    | kiesett                    | kiesett           | kiesett           | 25.      |
| Wesly Felix   | Váltósúly    | erőnyerő                    | Vincent Dabire (BUR) · nem vett részt | Clinton Jackson (USA) · KO | kiesett                    | kiesett           | kiesett           | 9.       |